# هنری تراورز
هنری تراورز (انگلیسی: Henry Travers؛ ۵ مارس ۱۸۷۴ – ۱۸ اکتبر ۱۹۶۵) یک هنرپیشه اهل بریتانیا بود.

## فیلم‌شناسی
- مرد نامرئی (۱۹۳۳)
- پس از ساعت اداری (۱۹۳۵)
- پیروزی سیاه (۱۹۳۹)
- فصل باران آمد (۱۹۳۹)
- شهر داج (۱۹۳۹)
- توپ آتش (۱۹۴۱)
- یک دختر، یک مرد و یک ملوان (۱۹۴۱)
- برداشت محصول تصادفی (۱۹۴۲)
- سایه یک شک (۱۹۴۳)
- مادام کوری (۱۹۴۳)
- هیچ‌کس نخواهد گریخت (۱۹۴۴)
- زنگ‌های کلیسای مریم مقدس (۱۹۴۵)
- چه زندگی شگفت‌انگیزی (۱۹۴۶)

## درگذشت
پس از چندین سال بازنشستگی، تراورز در سال 1965 در اثر آرتریواسکلروز در سن 91 سالگی درگذشت. او با همسر دومش در پارک یادبود Forest Lawn در گلندیل، کالیفرنیا به خاک سپرده شد.